# Tisoč stavkov
Tisoč stavkov  je avtobiografski roman slovenske avtorice Ane Toič, ki je izšel leta 2003.  Spremno besedo h knjigi je napisal David Šušel.  
Upokojena učiteljica razrednega pouka spretno prepleta  spomine na začetke poučevanja v vasici na Dolenjskem ter mladostno ljubezen, ki je v njeni duši pustila pečat za vse življenje. Sanjarjenja mladega dekleta skozi zgodbo rastejo v filozofska razmišljanja o življenju. 
Roman je pomemben tudi kot slikovito pričevanje o življenju slovenskih učiteljic v sredini 20. stoletja. 

## Vsebina
Ana v tretji osebi opisuje čas, ko je po opravljeni maturi na učiteljišču v Ljubljani  zapustila svojo rodno vas (Jakšiči) ter odšla učit v odmaknjeno vas na Dolenjskem. 
Novopečena učiteljica se polna zanosa veseli poučevanja. Ana dobi dopoldansko izmeno in je primorana učiti hkrati vse višje razrede, od četrtega do osmega. Vsak dan se pogumno spopada s pomanjkanjem učnih pripomočkov in s svojo neizkušenostjo poučevanja v kombiniranih oddelkih. V veliko oporo ji je sodelavka Majda, s katero stanujeta v skupni sobici. Z Majdo postaneta dobri prijateljici. 
Ko je Ana sama, si dolge zimske večere lepša s sanjarjenjem o princu, ki jo bo rešil samote. Kljub razdalji  se z ljubeznijo spominja domačega kraja in ga primerja z novim. Velikokrat obuja spomine na razne prigode, ki so se dogodile njej in njenim domačim. 
Čez zimo z Majdo pripravita z mladimi iz njunega šolskega okoliša Županovo Micko. Spomladi jo igrajo na gasilski veselici v Šmarjeti.  Njen pogled ujame mladenič svetlih las in mrkega pogleda in Ana brez besed ve, da se mu ne bo mogla izmakniti. Zdravko, pesnik z uporniško miselnostjo, ki poučuje v sosednji vasi, jo od naslednjega dne dalje obiskuje vsak dan. Pomlad ju zmami v svoj vrtinec in mladi par kljub vsem preprekam in strahovom ve le to, da se želi čim prej poročiti. Ana dolgo odlaša s pisanjem staršem o svojih namerah, zato Zdravko Aninemu očetu pošlje usodno pismo, s katerim zaneti strah v družini. Sledijo le prepiri in teptanje zaljubljenih sanj. 
Ani pretrgan odnos ne da miru niti v poznih letih in si želi ponovnega srečanja s takrat že uveljavljenim pisateljem. A kruta usoda jima tudi tokrat prekriža pot. . .
Tisoč stavkov je mojstrsko napisana zgodba, ki jo plemenitijo poetični opisi narave. Bralca se osebno dotakne na več ravneh, ga prevzame, pretrese in pusti polnega razmišljanj.

## Ocene in nagrade
Silvo Fatur je leta 2005 v  Delu zapisal, da je knjiga ne glede na domnevno pričevanjsko avtentičnost samosvoje in prepričljivo leposlovno delo, vredno širše pozornosti. Tudi kot pričevanje o neki polnokrvni ljubezni, ki ne more umreti.